# Distretto di Ulaan-Uul
Il distretto di Ulaan-Uul è uno dei ventitré distretti (sum) in cui è suddivisa la provincia del Hôvsgôl, in Mongolia. Conta una popolazione di 4.118 abitanti (censimento 2009). 